# Major League Soccer 2013
La Major League Soccer 2013 è stata la diciottesima edizione del campionato di calcio nordamericano, iniziata il 2 marzo 2013 e conclusa il 7 dicembre 2013.

## Formula
Le squadre sono divise in due conference, la “Western Conference” e la “Eastern Conference”, in base alla loro posizione geografica.
Lo svolgimento del torneo avviene in due fasi. La prima fase è la stagione regolare. Il campionato non si svolge con la formula dell'andata e ritorno ma ogni club incontra gli altri un numero variabile di volte: nel 2013 ogni squadra incontra una volta le squadre dell'altra conference, due volte quelle della propria conference, una in casa e una fuori, più una terza volta alcune squadre della propria conference fino ad arrivare a un totale di 34 partite, 17 in casa e 17 fuori. Vengono assegnati tre punti per ogni vittoria e un punto per ogni pareggio.
Invariati rispetto alla stagione precedente i criteri per accedere ai play-off per il titolo: le prime tre squadre di ogni conference si qualificano direttamente, mentre la quarta e la quinta disputano uno spareggio in partita secca. Vengono disputati incontri di andata e ritorno nei quarti di finale e nelle semifinali, mentre la finale è in gara unica e si disputa sul campo della formazione meglio piazzatasi nel corso della stagione regolare.
Similmente alle altre grandi leghe americane di sport professionistici, non è prevista alcuna retrocessione né promozione.
Cambiano invece i criteri per qualificarsi alla CONCACAF Champions League: confermate la vincitrice della MLS Cup e la vincitrice del Supporters' Shield (cioè la squadra con più punti al termine della stagione regolare), ma la terza squadra qualificata non è più la finalista perdente dei play-off ma la vincitrice dell'altra conference. A queste si continua ad aggiungere la vincitrice della coppa nazionale, la Lamar Hunt U.S. Open Cup. Se una squadra occupa più di una di queste posizioni si scorre la classifica della stagione regolare fino alla prima non qualificata. Stesso procedimento se una posizione utile è occupata da una squadra canadese, visto che queste ultime si qualificano alla Champions League tramite il Canadian Championship.

## Squadre partecipanti
| Club                | Stagione | Città          | Stadio                                     | Stagione 2012                                       |
| ------------------- | -------- | -------------- | ------------------------------------------ | --------------------------------------------------- |
| Chicago Fire        | dettagli | Chicago        | Toyota Park (Bridgeview)                   | 4º nella Eastern Conference                         |
| Chivas USA          | dettagli | Los Angeles    | The Home Depot Center (Carson)             | 9º nella Western Conference                         |
| Colorado Rapids     | dettagli | Denver         | Dick's Sporting Goods Park (Commerce City) | 7º nella Western Conference                         |
| Columbus Crew       | dettagli | Columbus       | Columbus Crew Stadium                      | 6º nella Eastern Conference                         |
| FC Dallas           | dettagli | Dallas         | FC Dallas Stadium (Frisco)                 | 6º nella Western Conference                         |
| D.C. United         | dettagli | Washington     | RFK Stadium                                | 2º nella Eastern Conference                         |
| Houston Dynamo      | dettagli | Houston        | BBVA Compass Stadium                       | 5ª nella Eastern Conference                         |
| LA Galaxy           | dettagli | Los Angeles    | The Home Depot Center (Carson)             | 4º nella Western Conference Vincitore della MLS Cup |
| Montréal Impact     | dettagli | Montréal       | Stade Saputo                               | 7º nella Eastern Conference                         |
| N.E. Revolution     | dettagli | Foxborough     | Gillette Stadium                           | 9º nella Eastern Conference                         |
| N.Y. Red Bulls      | dettagli | New York       | Red Bull Arena (Harrison, NJ)              | 3º nella Eastern Conference                         |
| Philadelphia Union  | dettagli | Filadelfia     | PPL Park (Chester)                         | 8º nella Eastern Conference                         |
| Portland Timbers    | dettagli | Portland       | Jeld-Wen Field                             | 8º nella Western Conference                         |
| Real Salt Lake      | dettagli | Salt Lake City | Rio Tinto Stadium (Sandy)                  | 2º nella Western Conference                         |
| S.J. Earthquakes    | dettagli | San Jose       | Buck Shaw Stadium (Santa Clara)            | Vincitore del MLS Supporters' Shield                |
| Seattle Sounders    | dettagli | Seattle        | CenturyLink Field                          | 3º nella Western Conference                         |
| Sporting K.C.       | dettagli | Kansas City    | Livestrong Sporting Park                   | 1º nella Eastern Conference                         |
| Toronto FC          | dettagli | Toronto        | BMO Field                                  | 10º nella Eastern Conference                        |
| Vancouver Whitecaps | dettagli | Vancouver      | BC Place                                   | 5º nella Western Conference                         |

### Allenatori
| Club                | Allenatore                                                                |
| ------------------- | ------------------------------------------------------------------------- |
| Chicago Fire        | Frank Klopas                                                              |
| Chivas USA          | José Luis Sánchez Solá (fino al 30 maggio) José Luis Real (dal 30 maggio) |
| Colorado Rapids     | Óscar Pareja                                                              |
| Columbus Crew       | Robert Warzycha (fino al 2 settembre) Brian Bliss (dal 2 settembre)       |
| D.C. United         | Ben Olsen                                                                 |
| FC Dallas           | Schellas Hyndman                                                          |
| Houston Dynamo      | Dominic Kinnear                                                           |
| LA Galaxy           | Bruce Arena                                                               |
| Montréal Impact     | Marco Schällibaum                                                         |
| N.E. Revolution     | Jay Heaps                                                                 |
| N.Y. Red Bulls      | Mike Petke                                                                |
| Philadelphia Union  | John Hackworth                                                            |
| Portland Timbers    | Caleb Porter                                                              |
| Real Salt Lake      | Jason Kreis                                                               |
| S.J. Earthquakes    | Frank Yallop (fino al 7 giugno) Mark Watson (dal 7 giugno)                |
| Seattle Sounders    | Sigi Schmid                                                               |
| Sporting K.C.       | Peter Vermes                                                              |
| Toronto FC          | Ryan Nelsen                                                               |
| Vancouver Whitecaps | Martin Rennie                                                             |

## Classifiche Regular Season

### Eastern Conference
|  | Pos. | Squadra            | Pt | G  | V  | N  | P  | GF | GS | DR  |
|  | ---- | ------------------ | -- | -- | -- | -- | -- | -- | -- | --- |
|  | 1.   | N.Y. Red Bulls     | 59 | 34 | 17 | 8  | 9  | 58 | 41 | +17 |
|  | 2.   | Sporting K.C.      | 58 | 34 | 17 | 7  | 10 | 47 | 30 | +17 |
|  | 3.   | N.E. Revolution    | 51 | 34 | 14 | 9  | 11 | 49 | 38 | +11 |
|  | 4.   | Houston Dynamo     | 51 | 34 | 14 | 9  | 11 | 41 | 41 | 0   |
|  | 5.   | Montréal Impact    | 49 | 34 | 14 | 7  | 13 | 50 | 49 | +1  |
|  | 6.   | Chicago Fire       | 49 | 34 | 14 | 7  | 13 | 47 | 52 | -5  |
|  | 7.   | Philadelphia Union | 46 | 34 | 12 | 10 | 12 | 42 | 44 | -2  |
|  | 8.   | Columbus Crew      | 41 | 34 | 12 | 5  | 17 | 42 | 46 | -4  |
|  | 9.   | Toronto FC         | 29 | 34 | 6  | 11 | 17 | 30 | 47 | -17 |
|  | 10.  | D.C. United        | 16 | 34 | 3  | 7  | 24 | 22 | 59 | -37 |

Legenda:

      Ammesse alle semifinali di Conference dei Play-off
      Ammesse al primo turno dei Play-off

### Western Conference
|  | Pos. | Squadra             | Pt | G  | V  | N  | P  | GF | GS | DR  |
|  | ---- | ------------------- | -- | -- | -- | -- | -- | -- | -- | --- |
|  | 1.   | Portland Timbers    | 57 | 34 | 14 | 15 | 5  | 54 | 33 | +21 |
|  | 2.   | Real Salt Lake      | 56 | 34 | 16 | 8  | 10 | 57 | 41 | +16 |
|  | 3.   | LA Galaxy           | 53 | 34 | 15 | 8  | 11 | 53 | 38 | +15 |
|  | 4.   | Seattle Sounders    | 52 | 34 | 15 | 7  | 12 | 42 | 42 | 0   |
|  | 5.   | Colorado Rapids     | 51 | 34 | 14 | 9  | 11 | 45 | 38 | +7  |
|  | 6.   | S.J. Earthquakes    | 51 | 34 | 14 | 9  | 11 | 35 | 42 | -7  |
|  | 7.   | Vancouver Whitecaps | 48 | 34 | 13 | 9  | 12 | 53 | 45 | +8  |
|  | 8.   | FC Dallas           | 44 | 34 | 11 | 11 | 12 | 48 | 52 | -4  |
|  | 9.   | Chivas USA          | 26 | 34 | 6  | 8  | 20 | 30 | 67 | -37 |

Legenda:

      Ammesse alle semifinali di Conference dei Play-off
      Ammesse al primo turno dei Play-off

### Classifica generale
|  | Pos. | Squadra             | Pt | G  | V  | N  | P  | GF | GS | DR  |
|  | ---- | ------------------- | -- | -- | -- | -- | -- | -- | -- | --- |
|  | 1.   | N.Y. Red Bulls      | 59 | 34 | 17 | 8  | 9  | 58 | 41 | +17 |
|  | 2.   | Sporting K.C.       | 58 | 34 | 17 | 7  | 10 | 47 | 30 | +17 |
|  | 3.   | Portland Timbers    | 57 | 34 | 14 | 15 | 5  | 54 | 33 | +21 |
|  | 4.   | Real Salt Lake      | 56 | 34 | 16 | 8  | 10 | 57 | 41 | +16 |
|  | 5.   | LA Galaxy           | 53 | 34 | 15 | 8  | 11 | 53 | 38 | +15 |
|  | 6.   | Seattle Sounders    | 52 | 34 | 15 | 7  | 12 | 42 | 42 | 0   |
|  | 7.   | N.E. Revolution     | 51 | 34 | 14 | 9  | 11 | 49 | 38 | +11 |
|  | 8.   | Colorado Rapids     | 51 | 34 | 14 | 9  | 11 | 45 | 38 | +7  |
|  | 9.   | Houston Dynamo      | 51 | 34 | 14 | 9  | 11 | 41 | 41 | 0   |
|  | 10.  | S.J. Earthquakes    | 51 | 34 | 14 | 9  | 11 | 35 | 42 | -7  |
|  | 11.  | Montréal Impact     | 49 | 34 | 14 | 7  | 13 | 50 | 49 | +1  |
|  | 12.  | Chicago Fire        | 49 | 34 | 14 | 7  | 13 | 47 | 52 | -5  |
|  | 13.  | Vancouver Whitecaps | 48 | 34 | 13 | 9  | 12 | 53 | 45 | +8  |
|  | 14.  | Philadelphia Union  | 46 | 34 | 12 | 10 | 12 | 42 | 44 | -2  |
|  | 15.  | FC Dallas           | 44 | 34 | 11 | 11 | 12 | 48 | 52 | -4  |
|  | 16.  | Columbus Crew       | 41 | 34 | 12 | 5  | 17 | 42 | 46 | -4  |
|  | 17.  | Toronto FC          | 29 | 34 | 6  | 11 | 17 | 30 | 47 | -17 |
|  | 18.  | Chivas USA          | 26 | 34 | 6  | 8  | 20 | 30 | 67 | -37 |
|  | 19.  | D.C. United         | 16 | 34 | 3  | 7  | 24 | 22 | 59 | -37 |

Legenda:

      Montréal Impact qualificato alla CONCACAF Champions League 2013-2014 perché vincitore del Canadian Championship 2013
      Qualificate alla CONCACAF Champions League 2014-2015:
- Sporting K.C. vincitore della MLS
- N.Y. Red Bulls vincitori del Supporters' Shield
- Portland Timbers primi classificati in Western Conference
- D.C. United vincitore della U.S. Open Cup 2013

In caso di arrivo a pari punti:
1. Maggior numero di vittorie;
2. Differenza reti;
3. Gol fatti;
4. Minor numero di punti disciplinari nella League Fair Play table Archiviato il 2 febbraio 2015 in Internet Archive.;
5. Differenza reti in trasferta;
6. Gol fatti in trasferta;
7. Differenza reti in casa;
8. Gol fatti in casa;
9. Lancio della moneta (2 squadre) o estrazione a sorte (3 o più squadre).

## Risultati
Leggendo per riga si avranno i risultati casalinghi della squadra indicata in prima colonna, mentre leggendo per colonna si avranno i risultati in trasferta della squadra in prima riga.

### Eastern Conference
|                    | CHI | CLB | DCU | HOU | MTL | NER | NYR | PHI | SKC | TOR |  | CHI | CLB | DCU | HOU | MTL | NER | NYR | PHI | SKC | TOR |
| ------------------ | --- | --- | --- | --- | --- | --- | --- | --- | --- | --- |  | --- | --- | --- | --- | --- | --- | --- | --- | --- | --- |
| Chicago Fire       |     | 1-0 | 2-0 | 1-1 | 2-1 | 0-1 | 3-1 | 0-1 | 1-2 | 1-0 |  |     |     | 4-1 |     | 2-2 | 3-2 |     |     | 1-0 |     |
| Columbus Crew      | 1-2 |     | 3-0 | 1-1 | 2-0 | 0-2 | 0-1 | 1-1 | 0-1 | 2-0 |  | 3-0 |     |     | 2-0 |     | 0-1 | 2-0 |     |     |     |
| D.C. United        | 0-3 | 1-2 |     | 0-4 | 3-1 | 1-2 | 0-2 | 2-3 | 1-1 | 1-2 |  |     |     |     | 1-2 |     |     |     | 1-1 |     | 1-1 |
| Houston Dynamo     | 2-1 | 3-1 | 2-0 |     | 1-0 | 0-2 | 1-4 | 1-0 | 0-1 | 0-0 |  | 1-1 |     |     |     |     |     | 0-3 |     | 0-0 |     |
| Montréal Impact    | 2-0 | 1-1 | 2-1 | 2-0 |     | 0-1 | 1-0 | 5-3 | 1-0 | 2-1 |  |     | 1-2 |     | 5-0 |     |     |     | 2-1 |     |     |
| N.E. Revolution    | 2-0 | 3-2 | 0-0 | 1-2 | 2-4 |     | 1-1 | 2-0 | 0-0 | 2-0 |  |     |     | 2-1 | 1-1 |     |     |     | 5-1 |     | 0-1 |
| N.Y. Red Bulls     | 5-2 | 2-2 | 0-0 | 2-0 | 2-1 | 4-1 |     | 2-1 | 0-1 | 2-0 |  |     |     | 2-1 |     | 4-0 | 2-2 |     | 0-0 |     |     |
| Philadelphia Union | 1-0 | 3-0 | 2-0 | 0-1 | 0-0 | 1-0 | 3-0 |     | 1-3 | 1-1 |  | 1-2 |     |     |     |     |     |     |     | 1-2 | 1-0 |
| Sporting K.C.      | 0-0 | 3-2 | 1-0 | 1-1 | 2-0 | 3-0 | 2-3 | 0-1 |     | 3-0 |  |     | 3-0 | 1-0 |     | 1-2 |     |     |     |     |     |
| Toronto FC         | 1-1 | 0-1 | 4-1 | 1-1 | 3-3 | 1-1 | 1-2 | 1-1 | 2-1 |     |  |     | 2-1 |     |     | 1-0 |     | 0-0 |     | 1-2 |     |

### Western Conference
|                     | CHV | COL | DAL | LAG | POR | RSL | SJE | SEA | VAN |  | CHV | COL | DAL | LAG | POR | RSL | SJE | SEA | VAN |
| ------------------- | --- | --- | --- | --- | --- | --- | --- | --- | --- |  | --- | --- | --- | --- | --- | --- | --- | --- | --- |
| Chivas USA          |     | 0-1 | 3-1 | 0-1 | 1-1 | 1-4 | 2-2 | 0-2 | 2-1 |  |     | 1-1 | 1-3 |     | 0-5 |     | 0-1 |     |     |
| Colorado Rapids     | 2-0 |     | 2-2 | 2-0 | 2-2 | 1-0 | 1-2 | 0-1 | 2-0 |  |     |     | 2-1 |     |     | 2-2 |     | 5-1 | 3-2 |
| FC Dallas           | 0-0 | 1-0 |     | 1-0 | 1-1 | 2-0 | 1-0 | 2-0 | 2-0 |  |     |     |     | 3-3 |     | 0-3 | 2-2 |     | 3-1 |
| LA Galaxy           | 1-1 | 1-0 | 2-0 |     | 0-0 | 4-2 | 3-0 | 4-0 | 2-1 |  | 5-0 | 0-1 |     |     |     |     | 0-0 | 1-1 |     |
| Portland Timbers    | 3-0 | 3-0 | 1-0 | 2-1 |     | 3-3 | 1-0 | 1-0 | 1-1 |  |     | 1-0 | 2-1 | 1-0 |     | 0-0 |     |     |     |
| Real Salt Lake      | 1-0 | 1-1 | 1-1 | 0-2 | 4-2 |     | 3-0 | 2-1 | 2-0 |  | 2-1 |     |     | 3-1 |     |     | 1-2 | 2-0 |     |
| S.J. Earthquakes    | 2-0 | 1-1 | 2-1 | 3-2 | 1-1 | 0-2 |     | 1-0 | 1-1 |  |     | 1-0 |     |     | 2-1 |     |     | 1-0 | 0-0 |
| Seattle Sounders    | 2-1 | 1-1 | 4-2 | 1-1 | 1-1 | 2-0 | 4-0 |     | 1-4 |  | 1-0 |     | 3-0 |     | 1-0 |     |     |     | 3-2 |
| Vancouver Whitecaps | 3-1 | 3-0 | 2-2 | 3-1 | 2-2 | 1-1 | 2-0 | 2-0 |     |  | 2-2 |     |     | 0-1 | 2-2 | 0-1 |     |     |     |

### Inter-conference
|                     | CHI | CHV | COL | CLB | DAL | DCU | HOU | LAG | MTL | NER | NYR | PHI | POR | RSL | SJE | SEA | SKC | TOR | VAN |
| ------------------- | --- | --- | --- | --- | --- | --- | --- | --- | --- | --- | --- | --- | --- | --- | --- | --- | --- | --- | --- |
| Chicago Fire        |     | 1-4 | 2-1 |     |     |     |     |     |     |     |     |     | 2-2 |     | 3-2 |     |     |     |     |
| Chivas USA          |     |     |     | 0-3 |     | 1-0 |     |     |     | 1-1 | 3-2 |     |     |     |     |     |     | 1-0 |     |
| Colorado Rapids     |     |     |     |     |     | 0-0 |     |     |     | 2-1 | 2-0 | 1-2 |     |     |     |     |     | 1-0 |     |
| Columbus Crew       |     |     | 0-2 |     |     |     |     |     |     |     |     |     | 1-0 |     | 1-1 | 0-1 |     |     |     |
| FC Dallas           | 2-3 |     |     | 2-4 |     | 2-1 | 3-2 |     |     |     |     |     |     |     |     |     | 2-2 |     |     |
| D.C. United         |     |     |     |     |     |     |     | 2-2 |     |     |     |     | 0-2 | 1-0 | 1-0 |     |     |     | 0-1 |
| Houston Dynamo      |     | 5-1 | 1-1 |     |     |     |     |     |     |     |     |     |     |     | 2-0 | 3-1 |     |     | 2-1 |
| LA Galaxy           | 4-0 |     |     | 2-1 |     |     | 0-1 |     | 1-0 |     |     |     |     |     |     |     | 2-0 |     |     |
| Montréal Impact     |     | 1-1 | 3-4 |     | 0-0 |     |     |     |     |     |     |     |     | 3-2 |     |     |     |     | 0-3 |
| N.E. Revolution     |     |     |     |     | 0-1 |     |     | 5-0 |     |     |     |     |     | 1-2 | 2-0 |     |     |     |     |
| N.Y. Red Bulls      |     |     |     |     | 1-0 |     |     | 1-0 |     |     |     |     |     | 4-3 |     |     |     |     | 1-2 |
| Philadelphia Union  |     | 3-1 |     |     | 2-2 |     |     | 1-4 |     |     |     |     | 0-0 |     |     | 2-2 |     |     |     |
| Portland Timbers    |     |     |     |     |     |     | 2-0 |     | 1-2 | 0-0 | 3-3 |     |     |     |     |     |     | 4-0 |     |
| Real Salt Lake      | 1-1 |     |     | 4-0 |     |     | 1-0 |     |     |     |     | 2-2 |     |     |     |     | 1-2 |     |     |
| S.J. Earthquakes    |     |     |     |     |     |     |     |     | 2-2 |     | 2-1 | 1-0 |     |     |     |     | 1-0 | 2-1 |     |
| Seattle Sounders    | 2-1 |     |     |     |     | 2-0 |     |     | 0-1 | 0-0 | 1-1 |     |     |     |     |     |     |     |     |
| Sporting K.C.       |     | 4-0 | 2-1 |     |     |     |     |     |     |     |     |     | 2-3 |     |     | 0-1 |     |     | 1-1 |
| Toronto FC          |     |     |     |     | 2-2 |     |     | 2-2 |     |     |     |     |     | 0-1 |     | 1-2 |     |     |     |
| Vancouver Whitecaps | 3-1 |     |     | 2-1 |     |     |     |     |     | 4-3 |     | 0-1 |     |     |     |     |     | 1-0 |     |

Fonte: MLSsoccer.com Archiviato il 26 aprile 2014 in Internet Archive.

## Play-off

### Tabellone
|  | Primo turno | Primo turno      | Primo turno |  |  | Semifinali di Conference | Semifinali di Conference | Semifinali di Conference | Semifinali di Conference |  |    | Finali di Conference | Finali di Conference | Finali di Conference | Finali di Conference |  |    | Finale MLS          | Finale MLS     | Finale MLS |
|  |             |                  |             |  |  |                          |                          |                          |                          |  |    |                      |                      |                      |                      |  |    |                     |                |            |
|  |             |                  |             |  |  | E2                       | Sporting K.C. (dts)      | 1                        | 3                        |  |    |                      |                      |                      |                      |  |    |                     |                |            |
|  |             |                  |             |  |  | E2                       | Sporting K.C. (dts)      | 1                        | 3                        |  |    |                      |                      |                      |                      |  |    |                     |                |            |
|  |             |                  |             |  |  | E3                       | N.E. Revolution          | 2                        | 1                        |  |    |                      |                      |                      |                      |  |    |                     |                |            |
|  |             |                  |             |  |  | E3                       | N.E. Revolution          | 2                        | 1                        |  |    |                      |                      |                      |                      |  |    |                     |                |            |
|  |             |                  |             |  |  |                          |                          |                          |                          |  |    |                      |                      |                      |                      |  |    |                     |                |            |
|  |             |                  |             |  |  |                          |                          |                          |                          |  |    |                      |                      |                      |                      |  |    |                     |                |            |
|  |             |                  |             |  |  |                          |                          |                          |                          |  | E2 | Sporting K.C.        | 0                    | 2                    |                      |  |    |                     |                |            |
|  |             |                  |             |  |  |                          |                          |                          |                          |  | E2 | Sporting K.C.        | 0                    | 2                    |                      |  |    |                     |                |            |
|  |             |                  |             |  |  |                          |                          |                          |                          |  |    | E4                   | Houston Dynamo       | 0                    | 1                    |  |    |                     |                |            |
|  |             |                  |             |  |  |                          |                          |                          |                          |  |    | E4                   | Houston Dynamo       | 0                    | 1                    |  |    |                     |                |            |
|  |             |                  |             |  |  |                          |                          |                          |                          |  |    |                      |                      |                      |                      |  |    |                     |                |            |
|  |             |                  |             |  |  |                          |                          |                          |                          |  |    |                      |                      |                      |                      |  |    |                     |                |            |
|  |             |                  |             |  |  | E1                       | N.Y. Red Bulls           | 2                        | 1                        |  |    |                      |                      |                      |                      |  |    |                     |                |            |
|  |             |                  |             |  |  |                          |                          |                          |                          |  |    |                      |                      |                      |                      |  |    |                     |                |            |
|  |             |                  |             |  |  | E4                       | Houston Dynamo (dts)     | 2                        | 2                        |  |    |                      |                      |                      |                      |  |    |                     |                |            |
|  | E4          | Houston Dynamo   | 3           |  |  |                          |                          |                          |                          |  |    |                      |                      |                      |                      |  |    |                     |                |            |
|  | E4          | Houston Dynamo   | 3           |  |  |                          |                          |                          |                          |  |    |                      |                      |                      |                      |  |    |                     |                |            |
|  | E5          | Montréal Impact  | 0           |  |  |                          |                          |                          |                          |  |    |                      |                      |                      |                      |  |    |                     |                |            |
|  | E5          | Montréal Impact  | 0           |  |  |                          |                          |                          |                          |  |    |                      |                      |                      |                      |  | E2 | Sporting K.C. (dtr) | 1 (7)          |            |
|  |             |                  |             |  |  |                          |                          |                          |                          |  |    |                      |                      |                      |                      |  | E2 | Sporting K.C. (dtr) | 1 (7)          |            |
|  |             |                  |             |  |  |                          |                          |                          |                          |  |    |                      |                      |                      |                      |  |    | W2                  | Real Salt Lake | 1 (6)      |
|  |             |                  |             |  |  |                          |                          |                          |                          |  |    |                      |                      |                      |                      |  |    | W2                  | Real Salt Lake | 1 (6)      |
|  |             |                  |             |  |  |                          |                          |                          |                          |  |    |                      |                      |                      |                      |  |    |                     |                |            |
|  |             |                  |             |  |  |                          |                          |                          |                          |  |    |                      |                      |                      |                      |  |    |                     |                |            |
|  |             |                  |             |  |  | W1                       | Portland Timbers         | 2                        | 3                        |  |    |                      |                      |                      |                      |  |    |                     |                |            |
|  |             |                  |             |  |  | W1                       | Portland Timbers         | 2                        | 3                        |  |    |                      |                      |                      |                      |  |    |                     |                |            |
|  |             |                  |             |  |  | W4                       | Seattle Sounders         | 1                        | 2                        |  |    |                      |                      |                      |                      |  |    |                     |                |            |
|  | W4          | Seattle Sounders | 2           |  |  |                          |                          |                          |                          |  |    |                      |                      |                      |                      |  |    |                     |                |            |
|  | W4          | Seattle Sounders | 2           |  |  |                          |                          |                          |                          |  |    |                      |                      |                      |                      |  |    |                     |                |            |
|  | W5          | Colorado Rapids  | 0           |  |  |                          |                          |                          |                          |  |    |                      |                      |                      |                      |  |    |                     |                |            |
|  | W5          | Colorado Rapids  | 0           |  |  |                          |                          |                          |                          |  | W1 | Portland Timbers     | 2                    | 0                    |                      |  |    |                     |                |            |
|  |             |                  |             |  |  |                          |                          |                          |                          |  | W1 | Portland Timbers     | 2                    | 0                    |                      |  |    |                     |                |            |
|  |             |                  |             |  |  |                          |                          |                          |                          |  |    | W2                   | Real Salt Lake       | 4                    | 1                    |  |    |                     |                |            |
|  |             |                  |             |  |  |                          |                          |                          |                          |  |    | W2                   | Real Salt Lake       | 4                    | 1                    |  |    |                     |                |            |
|  |             |                  |             |  |  |                          |                          |                          |                          |  |    |                      |                      |                      |                      |  |    |                     |                |            |
|  |             |                  |             |  |  |                          |                          |                          |                          |  |    |                      |                      |                      |                      |  |    |                     |                |            |
|  |             |                  |             |  |  | W2                       | Real Salt Lake (dts)     | 0                        | 2                        |  |    |                      |                      |                      |                      |  |    |                     |                |            |
|  |             |                  |             |  |  | W2                       | Real Salt Lake (dts)     | 0                        | 2                        |  |    |                      |                      |                      |                      |  |    |                     |                |            |
|  |             |                  |             |  |  | W3                       | LA Galaxy                | 1                        | 0                        |  |    |                      |                      |                      |                      |  |    |                     |                |            |
|  |             |                  |             |  |  | W3                       | LA Galaxy                | 1                        | 0                        |  |    |                      |                      |                      |                      |  |    |                     |                |            |

### Primo turno
| Arbitro: | Mark Geiger |

|                                  |           |  |
| Bruin 16’, 72’ García 27’ (rig.) | Marcatori |  |

| Arbitro: | Silviu Petrescu |

|                         |           |  |
| Evans 28’ Johnson 90+3’ | Marcatori |  |

### Semifinali di Conference
Andata
| Arbitro: | Ismail Elfath |

|                     |           |            |
| Dorman 55’ Rowe 67’ | Marcatori | 69’ Collin |

| Arbitro: | Baldomero Toledo |

|            |           |                          |
| Alonso 90’ | Marcatori | 15’ R. Johnson 67’ Nagbe |

| Arbitro: | Ricardo Salazar |

|                          |           |                          |
| Clark 51’ Cummings 90+2’ | Marcatori | 22’ Cahill 32’ Alexander |

| Arbitro: | Kevin Stott |

|              |           |  |
| Franklin 48’ | Marcatori |  |

Ritorno
| Arbitro: | Silviu Petrescu |

|                     |           |                         |
| Wright-Phillips 23’ | Marcatori | 36’ Davis 104’ Cummings |

| Arbitro: | Mark Geiger |

|                                    |           |             |
| Collin 41’ Sinovic 79’ Bieler 113’ | Marcatori | 70’ Imbongo |

| Arbitro: | Baldomero Toledo |

|                            |           |  |
| Velásquez 35’ Schuler 102’ | Marcatori |  |

| Arbitro: | Hilario Grajeda |

|                                            |           |                        |
| W. Johnson 29’ (rig.) Valeri 44’ Danso 47’ | Marcatori | 74’ Yedlin 76’ Johnson |

### Finali di Conference
Andata
| Houston 9 novembre 2013, ore 13:30 UTC-6 | Houston Dynamo | 0 – 0 referto | Sporting K.C. | BBVA Compass Stadium (22.107 spett.)\| Arbitro: \| Kevin Stott \| |
| Arbitro:                                 | Kevin Stott    |               |               |                                                                   |

| Arbitro: | Armando Villarreal |

|                                                  |           |                                |
| Schuler 35’ Findley 41’ Sandoval 48’ Morales 82’ | Marcatori | 14’ W. Johnson 90+4’ Piquionne |

Ritorno
| Arbitro: | Baldomero Toledo |

|                      |           |           |
| Sapong 14’ Dwyer 63’ | Marcatori | 3’ Garcia |

| Arbitro: | Mark Geiger |

|  |           |             |
|  | Marcatori | 29’ Findley |

### Finale MLS
| Arbitro: | Hilario Grajeda |

|                                                                        |                      |                                                                                    |
| Collin 76’                                                             | Marcatori            | 52’ Saborío                                                                        |
| Bieler Nagamura Besler Feilhaber Zusi Sinovic Sapong Olum Myers Collin | Tiri di rigore 7 – 6 | Saborío Grabavoy Beckerman Plata Morales Schuler Beltran Velásquez Borchers Palmer |

## Statistiche

### Regular Season

#### Classifica marcatori
| Gol | Rigori |  | Giocatore         | Squadra                                 |
| --- | ------ |  | ----------------- | --------------------------------------- |
| 22  | 5      |  | Camilo            | Vancouver Whitecaps                     |
| 21  | 4      |  | Mike Magee        | LA Galaxy (6 - 1) Chicago Fire (15 - 3) |
| 20  |        |  | Marco Di Vaio     | Montréal Impact                         |
| 16  | 5      |  | Robbie Keane      | LA Galaxy                               |
| 13  |        |  | Diego Fagúndez    | N.E. Revolution                         |
| 13  |        |  | Dominic Oduro     | Columbus Crew                           |
| 12  | 4      |  | Álvaro Saborío    | Real Salt Lake                          |
| 12  |        |  | Jack McInerney    | Philadelphia Union                      |
| 11  | 6      |  | Federico Higuaín  | Columbus Crew                           |
| 11  |        |  | Tim Cahill        | N.Y. Red Bulls                          |
| 11  |        |  | Blas Pérez        | FC Dallas                               |
| 11  | 1      |  | Chris Wondolowski | S.J. Earthquakes                        |

Fonte:MLSsoccer.com

#### Record
Squadre
- Maggior numero di vittorie: N.Y. Red Bulls e Sporting K.C. (17)
- Minor numero di vittorie: D.C. United (3)
- Maggior numero di pareggi: Portland Timbers (15)
- Minor numero di pareggi: Columbus Crew (5)
- Maggior numero di sconfitte: D.C. United (24)
- Minor numero di sconfitte: Portland Timbers (5)
- Miglior attacco: N.Y. Red Bulls (58 gol fatti)
- Peggior attacco: D.C. United (22 gol fatti)
- Miglior difesa: Sporting K.C. (30 gol subiti)
- Peggior difesa: Chivas USA (67 gol subiti)
- Miglior differenza reti: N.Y. Red Bulls e Sporting K.C. (+17)
- Peggior differenza reti: Chivas USA e D.C. United (-37)
- Miglior serie positiva: Portland Timbers (15 risultati utili consecutivi)
- Peggior serie negativa: D.C. United e Chivas USA (7 risultati negativi consecutivi)

Partite
- Più gol (8): Montréal Impact-Philadelphia Union 5–3 (25 maggio)
- Maggiore scarto di gol (5): N.E. Revolution-LA Galaxy 5–0 (2 giugno), Montréal Impact-Houston Dynamo 5–0 (24 agosto) e LA Galaxy-Chivas USA 5–0 (6 ottobre)

### Play-off

#### Classifica marcatori
| Gol | Rigori |  | Giocatore           | Squadra          |
| --- | ------ |  | ------------------- | ---------------- |
| 3   |        |  | Aurélien Collin     | Sporting K.C.    |
| 2   | 1      |  | William Johnson     | Portland Timbers |
| 2   |        |  | Robbie Findley      | Real Salt Lake   |
| 2   |        |  | Omar Cummings       | Houston Dynamo   |
| 2   |        |  | Eddie Johnson       | Seattle Sounders |
| 2   |        |  | Will Bruin          | Houston Dynamo   |
| 2   | 1      |  | Óscar Boniek García | Houston Dynamo   |
| 2   |        |  | Chris Schuler       | Real Salt Lake   |

Fonte:MLSsoccer.com